# Manuela Martini
Manuela Martini (* 1963 in Mainz) ist eine deutsche Schriftstellerin, sie veröffentlicht auch unter den Pseudonymen Lou Peabody und Fran Ray.

## Leben und Werk
Manuela Martini studierte Medizin, Geschichte, Literaturwissenschaft und Romanistik in Mainz, München, Paris und Rom. Anschließend arbeitete sie als Regieassistentin und drehte Werbe-, Industrie- und Dokumentarfilme. Nach mehreren Jahren in Australien lebt Manuela Martini heute in Südspanien.
Sie schreibt Thriller und Krimis für Jugendliche und Erwachsene, deren Schauplätze meist mit ihren jeweiligen Wohnorten korrespondierten. Von ihren seit 2010 unter dem Pseudonym Fran Ray veröffentlichten Thrillern, die sich u. a. mit Themen wie Ernährung, Gentechnik, Überbevölkerung und Globalisierung auseinandersetzen, wurde der erste („Die Saat“, 2010) in sieben Sprachen übersetzt und ist in zahlreichen europäischen Ländern erschienen.

## Werke

### Kinder & Jugendliteratur
- Sommerfrost. Jugendthriller. Arena Verlag. Würzburg 2009, ISBN 978-3-401-06305-8.
- Der Tod ist unter uns. Jugendthriller. Arena Verlag. Würzburg 2009, ISBN 978-3-401-06390-4.
- Sommernachtsschrei. Jugendthriller. Arena Verlag. Würzburg 2010, ISBN 978-3-401-06418-5.
- Puppenrache. Jugendthriller. Arena Verlag. Würzburg 2011, ISBN 978-3-401-06551-9.
- Totentänze. Jugendthriller. Arena Verlag. Würzburg 2011, ISBN 978-3-401-06605-9.
- Wenn es dunkel wird. Jugendthriller. Arena Verlag. Würzburg 2012, ISBN 978-3-401-06608-0.

Unter dem Pseudonym Lou Peabody, Kinderbuchserie Linny und die Delfine
- Die geheime Bucht. Arena Verlag. Würzburg 2009, ISBN 978-3-401-06482-6.
- Die magische Höhle. Arena Verlag. Würzburg 2010, ISBN 978-3-401-06483-3.
- Das Versteck im Felsen. Arena Verlag. Würzburg 2010, ISBN 978-3-401-06484-0.
- Ein Wal in Gefahr. Arena Verlag. Würzburg 2011, ISBN 978-3-401-06592-2.

### Kriminalromane und Thriller
- Outback. Bastei Lübbe Verlag. Bergisch Gladbach 2002, ISBN 3-404-14821-5.
- Barrier Reef. Bastei Lübbe Verlag. Bergisch Gladbach 2003, ISBN 3-404-15052-X.
- Dead End. Bastei Lübbe Verlag. Bergisch Gladbach 2004, ISBN 3-404-15244-1.
- Under Cover. Bastei Lübbe Verlag. Bergisch Gladbach 2006, ISBN 3-404-15475-4.
- Das Leuchten der purpurnen Berge. Bastei Lübbe Verlag. Bergisch Gladbach 2007, ISBN 978-3-404-15665-8.
- Off Road. Bastei Lübbe Verlag. Bergisch Gladbach 2007, ISBN 978-3-404-15769-3.
- Sterne über Lissabon. Aufbau TB. Berlin 2017, ISBN 978-3-7466-3339-8

Unter dem Pseudonym Fran Ray
- Die Saat. Bastei-Lübbe, Köln 2010, ISBN 978-3-404-16411-0.
- Das Syndikat. Bastei Lübbe, Köln 2012, ISBN 978-3-404-16630-5.
- Der Skandal. Bastei Lübbe, Köln 2013, ISBN 978-3-404-16943-6.

### Hörbücher
- Sommerfrost. Jugendthriller. Arena Verlag, ISBN 978-3-401-26305-2.
- Totentänze. Jugendthriller. Arena Verlag. Würzburg 2011, ISBN 978-3-401-26388-5.
- Die Saat. Bastei-Lübbe, Köln 2010, ISBN 978-3-7857-4370-6.
- Das Syndikat. Bastei-Lübbe, Köln 2012, ISBN 978-3-7857-4616-5.